# Thaon-les-Vosges
Thaon-les-Vosges (vor 2022 Capavenir Vosges) ist eine französische Gemeinde mit 8433 Einwohnern (Stand 1. Januar 2022) im Arrondissement Épinal des Départements Vosges. Sie liegt im Kanton Golbey und ist Mitglied des Kommunalverbandes Agglomération d’Épinal. Sie hat den Status einer commune nouvelle.

## Geschichte
Die Gemeinde Thaon-les-Vosges entstand unter dem Namen Capavenir Vosges am 1. Januar 2016 aus den bisherigen Gemeinden Girmont, Oncourt und Thaon-les-Vosges. Hauptort ist Thaon-les-Vosges. Der Name Capavenir Vosges heißt übersetzt etwa Richtung Zukunft [ der ] Vogesen. Namensgeber war der von 2004 bis 2012 bestehende Kommunalverband Communauté de communes CAPAVENIR, dem die drei zusammengeschlossenen Gemeinden angehörten. Dieser Name wurde als künstlich und aufgezwungen empfunden, sodass zahlreiche Bürger der Gemeinde dagegen protestieren. Daraufhin beschloss der Gemeinderat im Dezember 2020 die Umbenennung, die im Januar 2022 wirksam wurde.

## Gliederung
| Ortsteil                             | ehemaliger INSEE-Code | Fläche (km²) | Höhen- lage (m) |
| ------------------------------------ | --------------------- | ------------ | --------------- |
| Girmont                              | 88204                 | 12,73        | 299–376         |
| Oncourt                              | 88337                 | 03,94        | 310–377         |
| Thaon-les-Vosges (Verwaltungssitz)00 | 88465                 | 11,70        | 296–377         |

## Bevölkerungsentwicklung
| Gemeinde                  | Einwohnerzahlen (Census) |      |      |      |       |      |      |      |      |      |      |
| Gemeinde                  | 1962                     | 1968 | 1975 | 1982 | 1990  | 1999 | 2006 | 2008 | 2011 | 2013 | 2016 |
| ------------------------- | ------------------------ | ---- | ---- | ---- | ----- | ---- | ---- | ---- | ---- | ---- | ---- |
| Girmont                   | 637                      | 642  | 791  | 901  | 1.032 | 952  | 940  | 948  | 982  | 993  | 986  |
| Oncourt                   | 101                      | 107  | 84   | 111  | 123   | 139  | 161  | 162  | 182  | 185  | 208  |
| Thaon-les-Vosges (Ort)    | 8166                     | 7622 | 7745 | 7421 | 7504  | 7785 | 8009 | 8035 | 7948 | 7895 | 7839 |
| Thaon-les-Vosges00        | 8904                     | 8371 | 8620 | 8433 | 8659  | 8876 | 9110 | 9145 | 9112 | 9073 | 9033 |
| Quelle: Cassini und INSEE |                          |      |      |      |       |      |      |      |      |      |      |

Die (Gesamt-)Einwohnerzahlen der Gemeinde wurden durch Addition der bis Ende 2015 selbständigen Gemeinden ermittelt.

## Sehenswürdigkeiten

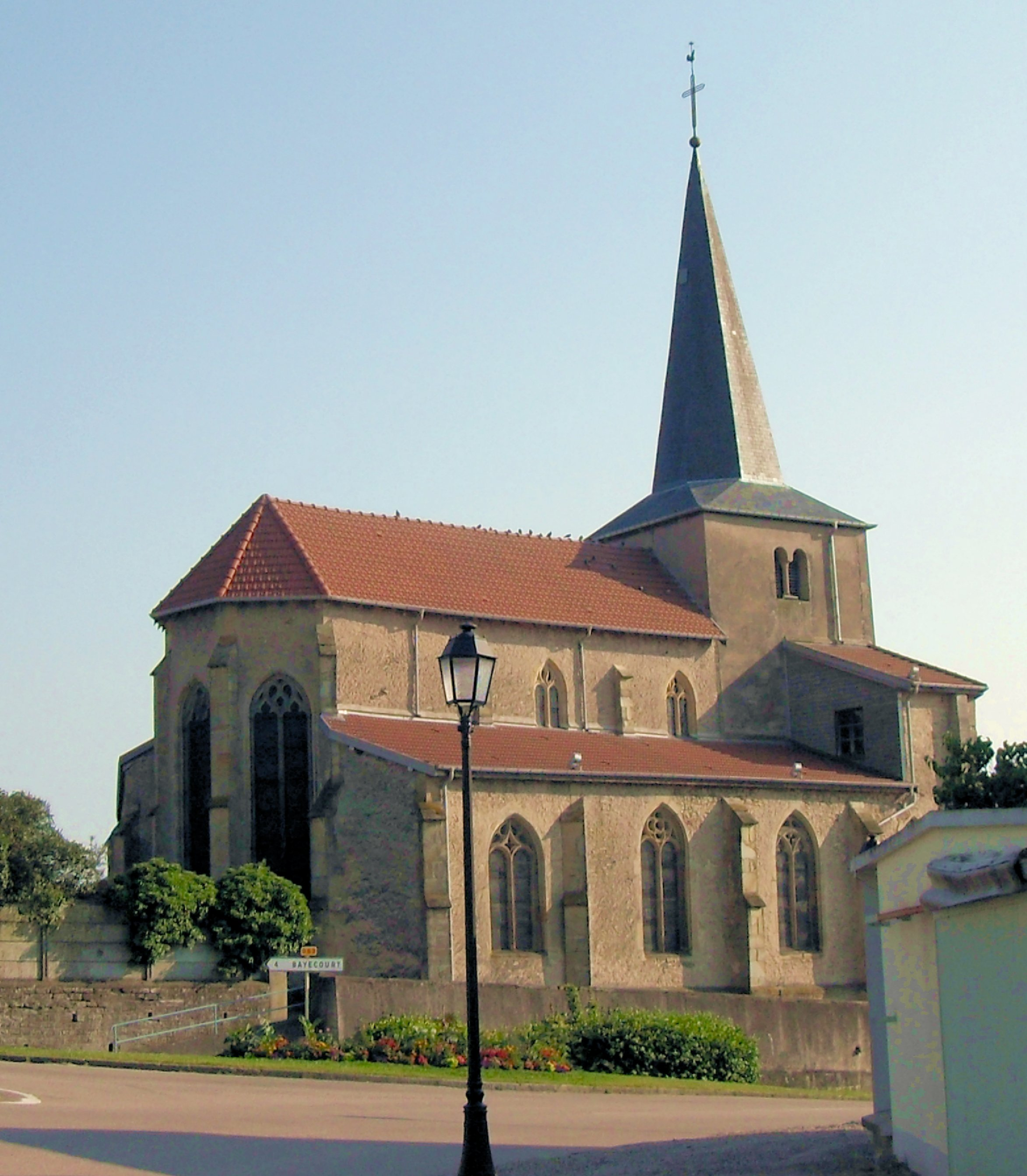
Mariä-Geburt-Kirche in Girmont
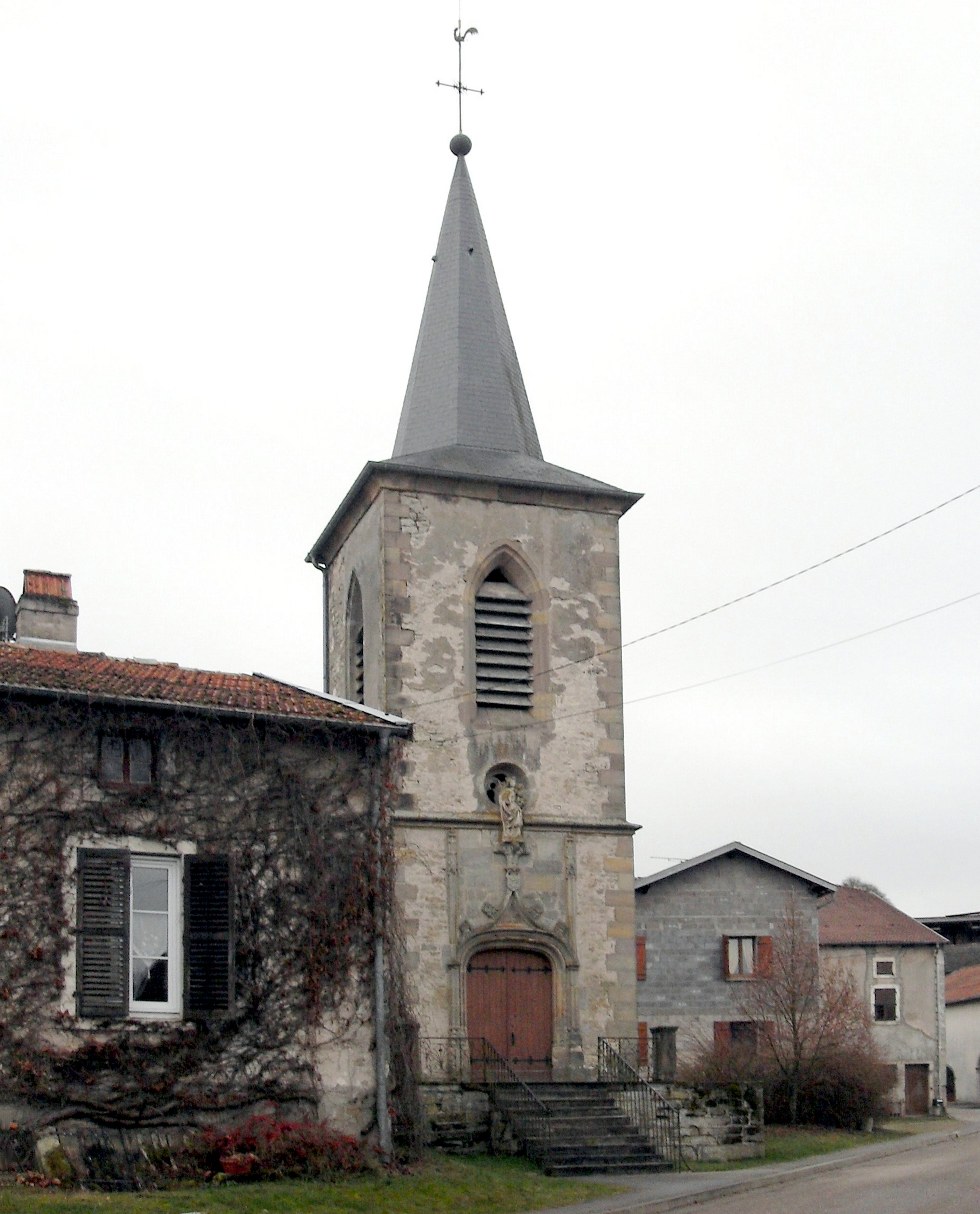
Kirche St. Eliphius in Oncourt
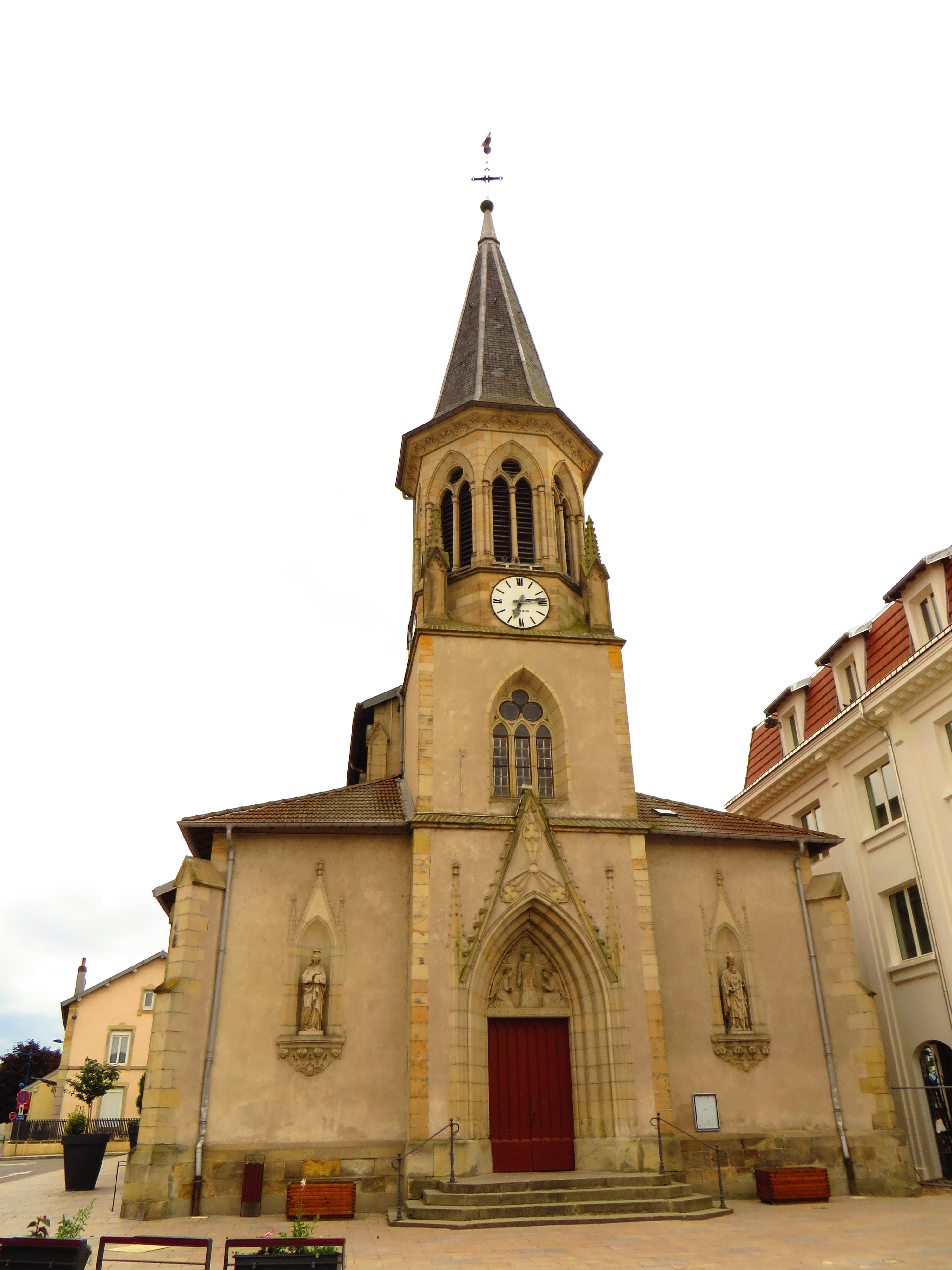
Kirche St. Brictius in Thaon-les-Vosges

## Partnerschaft
Seit dem 22. Juni 1986 ist Alzenau in Bayern die Partnerstadt von Thaon.